# Walter Robb
Walter Lee Robb (Harrisburg, 25 de abril de 1928-Distrito Capital (Nueva York), 23 de marzo de 2020) fue un ingeniero químico, ejecutivo y filántropo estadounidense.

## Biografía
Nacido en Harrisburg, Pensilvania, recibió la Medalla Nacional de Tecnología e Innovación en 1993. Fue ejecutivo de Investigación y Desarrollo (I+D) de General Electric. Poseía algunos equipos deportivos locales, comprando la franquicia de hockey de ligas menores de las Albany River Rats en 1998.[cita requerida]

### Muerte
Murió en 2020 de la enfermedad de COVID-19 producida por el virus del SARS-CoV-2, a la edad de 92 años, en el Distrito Capital de Nueva York.